# 邱明庆
邱明庆（1923年—），女，江西信丰人，中国微生物学家，曾任江西省医学科学研究所研究员，第六、七、八届全国政协委员。